# 오시 블루지
오즈월드 루이스 브루지(Oswald Louis Bluege, /ˈbluːɡiː/, 1900년 10월 24일 ~ 1985년 10월 14일)는 미국의 전 프로 야구 선수이자 코치, 감독, 구단 프런트이다. 선수 시절 메이저 리그 베이스볼(MLB)에서 3루수로 뛰었으며, 1922년부터 1939년까지 워싱턴 세너터스에서 활약했다. 1961년 소속팀이 미네소타로 연고지를 옮기기 전까지 팀 프랜차이즈 역사상 유일한 월드 시리즈 우승이었던 1924년 월드 시리즈 우승을 경험했다. 현역에서 은퇴하고 팀명이 미네소타 트윈스로 변경된 이후에도 1971년까지 팀에 남아 경기장 안팎에서 일했다.